# Autoroute A0 (Roumanie)
Pour les articles homonymes, voir A0.
 (mai 2025).
Si vous disposez d'ouvrages ou d'articles de référence ou si vous connaissez des sites web de qualité traitant du thème abordé ici, merci de compléter l'article en donnant les références utiles à sa vérifiabilité et en les liant à la section « Notes et références ».
L'autoroute A0 (en roumain : Autostrada A0) appelé aussi la ceinture de Bucarest est une autoroute en Roumanie actuellement en construction permettant le contournement de Bucarest.
Ce projet est destiné à être l'anneau extérieur du périphérique existant de Bucarest.
Avec une distance totale de 100 km le contournement constituera une liaison autoroutière entre les autoroutes A1, A2 et A3 existantes et permettra de desservir l'aéroport Bucarest-Henri-Coandă. La construction de l'autoroute est lancée en 2020.